# Базарчи (хан)
Базарчи — хан Золотой Орды в период между 1359 и 1379 годами. Потомок Джучи-хана. Престол занял после хана Кельдибека (около 1362—1363). Лишился трона, проиграв битву шибаниду Хызр-хану у города Сарай.
О самом хане известно мало (его правление пришлось на «пустыню истории» Орды, по выражению Хаммера): он упомянут персидскими авторами, но отсутствуют как монеты с его именем, так и упоминания в русских или арабских хрониках. А. Григорьев считает, что «базарчи» (рыночный торговец) — это не имя, а прозвище и интерпретирует Базарчи как хана Орда-Шейх из списка Натанзи. А. Г. Гаев отождествляет его с Науруз ханом, М. Г. Сафаргалиев считает его существование сомнительным (наряду с четырьмя другими ханами: Тукаем, Сасы-Букой, Туглук-Тимуром, Кутлук-Ходжой).